# Republic XF-103
Le Republic XF-103 était un projet américain pour le développement d'un puissant intercepteur armé de missiles air-air, capable de détruire des bombardiers soviétiques en volant à une vitesse de Mach 3. Malgré un développement ayant pris beaucoup de temps, il ne dépassa jamais le stade de la construction d'une maquette.

## Conception et développement
En 1949, la United States Air Force publia une demande pour un intercepteur supersonique avancé, afin d'équiper l'Air Defense Command. Connu officiellement sous la désignation de Weapon System WS-201A, mais plus connu officieusement sous le nom d'« intercepteur de 1954 (en) », il faisait appel à la conception d'un avion supersonique doté d'une capacité « tous-temps », d'un radar d'interception et d'un armement à base de missiles air-air. Republic Aviation fut l'une des six compagnies à soumettre des propositions. Le 2 juillet 1951, trois des projets furent sélectionnés pour un développement plus avancé : Le XF-92 agrandi de Convair, qui évolua en F-102 Delta Dagger, un concept de Lockheed qui mena à la création du F-104 Starfighter, et l'AP-57 de la compagnie Republic. L'AP-57 était un concept très évolué, devant être presque entièrement construit en titane, et capable d'atteindre une vitesse de Mach 3 (3 140 km/h) à au-moins 60 000 pieds d'altitude (18 200 m).
Une maquette à taille réelle de l'AP-57 fut construite et inspectée en mars 1953. Un contrat pour la fabrication de trois prototypes fit suite en juin 1954. Les travaux sur les prototypes furent retardés à de multiples reprises par des problèmes liés à l'emploi de titane pour leur construction. D'autres retards vinrent s'ajouter à cause des problèmes récurrents avec le moteur proposé Wright J67 — Un Rolls-Royce Olympus développé sous licence — et le contrat fut plus tard réduit à la construction d'un seul prototype. Finalement, le J67 n'entra jamais en production, et l'avion pour lequel il avait été choisi fut forcé de se tourner vers d'autres concepts de moteurs, risquant sinon d'être purement annulé. Republic suggéra de remplacer le J67 par le J65, un moteur toutefois bien moins puissant. Le projet fut finalement annulé le 21 août 1957, aucun prototype volant n'ayant eu le temps d'être achevé,.
Le concept connut cependant un court sursis, dans le cadre du projet Long-Range Interceptor – Experimental (LRI-X), qui mena ultérieurement à la conception du XF-108 Rapier. Une partie de ce projet fut le développement du radar Doppler pulsé avancé Hughes AN/ASG-18 et du missile GAR-9. Republic proposa d'adapter le XF-103 pour servir de banc d'essais pour ces systèmes, bien qu'il ne serait jamais en mesure d'approcher les besoins de portée spécifiés par le programme LRI-X. Des travaux furent effectués pour adapter la maquette à l'emport interne de l'antenne de 101,6 cm de diamètre, ce qui imposa de redessiner et d'agrandir considérablement la section du nez de l'avion. Toutefois, aucune suite ne fut donnée à cette tentative de raviver le projet, et les tests du couple radar ASG-18/missile GAR-9 furent réalisés à la place par un Convair B-58 Hustler modifié

## Caractéristiques

### Propulsion
Une performance de type « Mach 3 » était un objectif très difficile à atteindre pendant les années 1950. Les turboréacteurs compriment l'air arrivant par l'avant, le mélangent avec du carburant et enflamment le mélange ainsi obtenu. Les gaz en expansion qui en résultent sont expulsés vers l'arrière et créent la poussée qui permet à l'avion d'avancer. Généralement, les compresseurs de ces moteurs ne peuvent aspirer l'air qu'à des vitesses subsoniques. Afin d'obtenir ce flux d'air subsonique, les avions font alors appel à des entrées d'air au dessin particulier ou dotées de pièces mobiles, permettant de ramener la vitesse de l'air entrant dans le moteur à une valeur subsonique convenable. Ce procédé possède toutefois des limitations, car l'énergie perdue dans le processus de ralentissement de l'air le réchauffe également. Le principal facteur limitant est alors évidemment la température des organes internes du moteur, en particulier les turbines, placées juste derrière la chambre de combustion. Avec les matériaux disponibles à l'époque de la conception du XF-103, des vitesses dépassant Mach 2,5 étaient encore difficiles à atteindre.
La solution à ce problème est le retrait de la turbine. Le statoréacteur consiste essentiellement en un gros tube vide, et est relativement facile à refroidir en forçant de l'air supplémentaire à venir circuler le long de ses parois extérieures. Les statoréacteurs de l'époque, comme celui du Lockheed X-7 parvenaient à atteindre des vitesses de Mach 4. Il existe toutefois de nombreux désavantages à l'emploi du statoréacteur. Tout d'abord, la consommation de carburant de ces moteurs est extrêmement élevée, ce qui rend les opérations aéronautiques conventionnelles — comme un vol d'une base vers l'autre — inutilement coûteuses. Enfin, le plus gros problème vient du fait que les statoréacteurs ont besoin d'une vitesse relative importante pour compresser l'air, et ils ne deviennent réellement efficaces qu'au-dessus de Mach 1.
Alexander Kartveli, l'ingénieur en chef de Republic, conçut une solution pour ces problèmes. Il proposa l'utilisation d'un turboréacteur Wright XJ67-W-1 à postcombustion, associé à un statoréacteur RJ55-W-1, la connexion entre les deux étant assurée par une série de conduits mobiles dirigeant l'air vers l'un ou l'autre des moteurs. Aux faibles vitesses, l'avion serait propulsé par le J67, le RJ-55-W-1 agissant alors comme un système de postcombustion classique, produisant une puissance totale de 180 kN. À haute vitesse, démarrant à partir de Mach 2,2, le turboréacteur serait éteint et le flux d'air d'admission l'alimentant serait entièrement dérivé autour de lui pour alimenter directement le statoréacteur. Même si la poussée nette était réduite par l'arrêt du turboréacteur, l'utilisation du statoréacteur seul permettait à l'avion d'atteindre des vitesses bien plus importantes.
Les deux moteurs étaient situés derrière une unique entrée d'air ventrale Ferri de très grandes dimensions, qui incorporait une lèvre avant prohéminente, une caractéristique de conception également utilisé sur le Republic RF-84F Thunderflash puis le F-105 Thunderchief. Le turboréacteur J67 était installé juste derrière l'entrée d'air avec un léger angle de décalage, son entrée d'air étant alors située juste en dessous de l'axe central de l'avion. Le statoréacteur XJ55 était installé dans l'alignement du fuselage à l'extrémité arrière de l'avion, comme s'il s'agissait de l'échappement d'une installation moteur conventionnelle. Il y avait un espace significativement important au-dessus du J67 pour la canalisation amenant l'air au statoréacteur. Le carburant était contenu dans cinq réservoirs séparés pressurisés.

### Ailes et surfaces de contrôle
Toutes les surfaces de contrôle étaient des ailes delta pures. L'aile principale avait un angle de flèche de 55° et pouvait pivoter autour de son longeron, afin de créer une incidence variable. Pour le décollage et l'atterrissage, l'aile était basculée vers le haut pour augmenter son angle d'attaque, tout en gardant le fuselage quasiment horizontal (un système notamment rendu célèbre par le Vought F-8 Crusader). La longueur importante du fuselage rendait difficile l'obtention d'un angle d'attaque élevé par le basculement entier de l'appareil, qui aurait nécessité l'adaptation d'un train d'atterrissage aux jambes très longues. Le système permettait également au fuselage de voler idéalement « à plat » dans le vent relatif à différentes vitesses, avec des compensateurs réglés à un angle indépendant du reste de l'avion. Cet artifice réduisait la traînée de compensation et améliorait donc ainsi le rayon d'action de l'avion.
De chaque côté, l'aile était séparée en deux à environ deux tiers de son envergure. Les parties extérieures à cette ligne de séparation étaient capables de pivoter indépendamment du reste de l'aile, jouant le rôle d'ailerons de grande taille, désignés « tiperons » par Republic : un mot-valise constitué des mots anglais « tip » (extrémité) et « aileron ». Afin de garder la surface des tiperons en avant et en arrière des pivots à peu-près similaires, la ligne de séparation avec l'aile était plus proche du fuselage en avant des pivots. Des pylônes d'emport pour réservoirs largables étaient disponibles à environ un tiers de la longueur en partant de l'emplanture des ailes.
Les stabilisateurs horizontaux avaient un angle de flèche de 60° étaient apparemment sous-dimensionnés et disposés sous la ligne de l'aile. La dérive verticale était plus grande et complétée par une dérive ventrale, pour améliorer la stabilité à grande vitesse. Cette dérive ventrale se repliait vers la droite (vu de derrière l'avion), afin d'éviter de toucher le sol pendant les phases de décollage et d'atterrissage. Deux aérofreins de type « pétales » étaient montés directement derrière les stabilisateurs horizontaux, s'ouvrant à un angle d'environ 45° à l'intérieur de l'espace entre les surfaces horizontales et verticale. Il n'y avait aucune marque évidente d'un emplacement prévu pour un parachute de freinage sur la maquette réalisée ou les différents dessins d'artistes, bien que ce système était très fréquemment installé sur les avions de cette période.

### Fuselage
Le fuselage était totalement lisse, avec un fort rapport de finesse (en) pour une traînée faible aux vitesses supersoniques. Le dessin de l'avion fut développé avant la découverte de la loi des aires, et il ne présente aucune des « tailles de guêpes » caractéristiques des avions essentiellement développés après l'année 1952, qui respectent cette loi aérodynamique importante. Les contours du fuselages étaient essentiellement cylindriques, mais se fondaient avec l'entrée d'air du moteur au niveau de la racine des ailes, lui donnant un profil arrondi, puis rectangulaire vers le milieu, avant de finir par une forme cylindrique pure au niveau de la tuyère du moteur.

### Cockpit

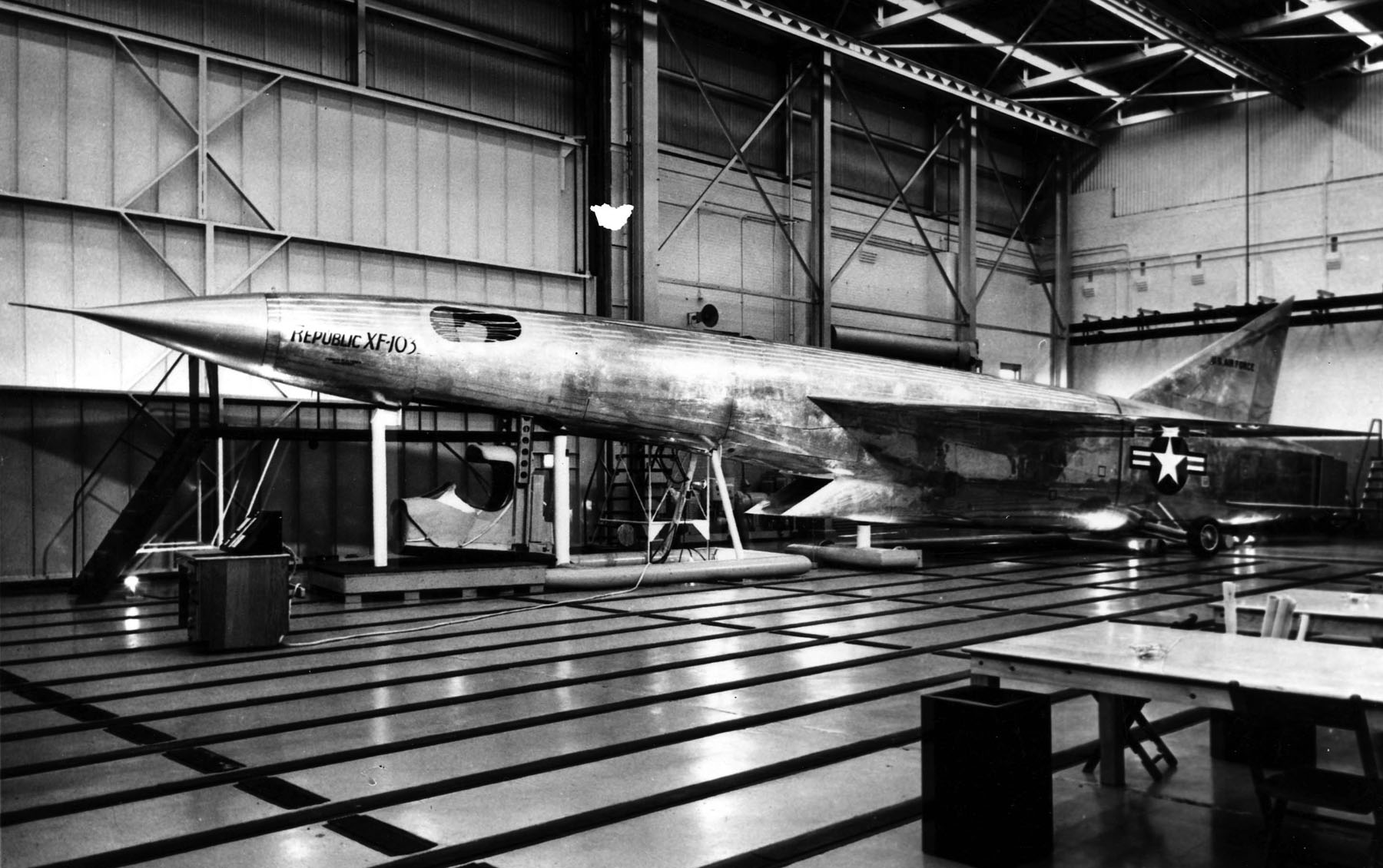
Une maquette du F-103 fut construite à l'usine du constructeur Republic. Sur cette photographie, la capsule du pilote est visible en position abaissée.

Le dessin du cockpit comprenait initialement une verrière, mais les nécessités de faible traînée pour les hautes vitesses suggérèrent de la retirer. L'idée d'utiliser un système de périscope pour la vision vers l'avant sur les avions rapides était alors en vogue, l'Avro 730 sélectionnant un système très similaire. L'US Air Force demanda que ce système soit utilisé sur le F-103. Kartveli était opposé à l'emploi de ce système, et fit pression pour l'utilisation d'une « vraie » verrière. Les documents liés à la conception de l'avion pendant toute la durée du programme continuèrent à inclure cet élément comme un équipement optionnel, en parallèle avec des estimations indiquant que la différence serait minimale.
La conception montrée sur les maquettes et les dessins faisait appel à deux grandes fenêtres ovales sur les côtés du cockpit, et un système de périscope projetant une image sur un système à lentille de Fresnel installé directement devant le pilote. En 1955, le concept de périscope fut testé sur un F-84G modifié, qui réalisa un long vol à travers le continent avec la vision avant du pilote obstruée. Le banc d'essais F-84G, portant le numéro de série 51-843, accumula près de 50 heures de vols d'essais, avec les pilotes rapportant que le système fonctionnait extrêmement bien.
Une capsule de sauvetage supersonique unique fut conçue pour le XF-103. Le siège du pilote était installé dans une coquille avec un grand bouclier mobile à l'avant, qui était en temps normal glissé en position basse devant les jambes du pilote. En cas de dépressurisation, le bouclier glisserait en position haute devant le pilote, enfermant son siège dans une bulle pressurisée. Les instruments de vol basiques contenus dans la capsule devaient permettre à l'avion de retourner vers sa base, et une fenêtre présente dans le bouclier avant permettait au pilote de continuer à utiliser le périscope pour manœuvrer son appareil. En cas d'urgence, l'intégralité de la capsule aurait été éjectée par le bas de l'avion, ainsi qu'un petit bout de fuselage apportant une stabilité aérodynamique suffisante pendant la procédure d'éjection. Pour entrer et sortir de l'avion, le module d'éjection était abaissé vers le sol le long de rails de guidage télescopiques, permettant au pilote de simplement s'asseoir dans le siège et de faire remonter le module dans l'avion, comme s'il était à l'intérieur d'une cabine d'ascenseur. La capsule étant entièrement pressurisée, le pilote pouvait manœuvrer son appareil sans combinaison particulière, une fois que la capsule était en position remontée.

### Avionique et armement
L'intégralité du nez était occupée par l'imposante installation du radar Hughes, qui — à l'époque — offrait des portées de détection importantes. Le guidage et le contrôle de tir devaient être assurés par le même package MX-1179 que celui développé pour tous les concepts WS-201. Hughes Aircraft remporta ce contrat avec son système de contrôle de tir Hughes MA-1, qui était en développement. L'installation électronique occupait la majeure partie du nez de l'avion et était d'un accès peu pratique, nécessitant des échelles ou le cas échéant de démonter entièrement le nez de l'avion.
Les armes étaient emportées dans des baies situées sur les côtés du fuselage derrière le cockpit, qui s'ouvraient en pivotant vers le haut, faisant ensuite pivoter les missiles pour les exposer à l'extérieur de l'avion, prêts à être tirés. Le XF-103 devait être armé de six missiles air-air GAR-1/GAR-3 Falcon — ensuite connus sous la désignation MX-904 —, avec probablement un arrangement de trois ou quatre de chacun de ces deux missiles, tirés par paires — un à guidage radar et un à guidage infrarouge — pour augmenter leur probabilité de coup au but. Le XF-103 devait également pouvoir emporter 36 roquettes de 70 mm FFAR « Mighty Mouse ».

## Utilisateur (planifié)
- États-Unis :
  - United States Air Force.

## Spécifications techniques
Caractéristiques générales
- Équipage : 1 pilote
- Longueur : 23,5 m
- Envergure : 10,5 m
- Hauteur : 5,1 m
- Surface alaire : 37,2 m2
- Masse à vide : 11 317 kg
- Masse typique : 17 466 kg
- Masse maximale au décollage : 19 443 kg
- Moteur : 

  - 1 turboréacteur Wright XJ67-W-3, 66,7 kN de poussée ;
  - 1 statoréacteur Wright XRJ55-W-1, 83,6 kN de poussée.

 Performances 
- Vitesse maximale : 

  - Avec le turboréacteur uniquement : Mach 3 ;
  - Avec le statoréacteur uniquement : Mach 5.
- Rayon d'action en combat : 394 km
- Distance franchissable en convoyage : 2 486 km
- Plafond : 24 390 m
- Vitesse ascensionnelle : 5 800 m/min
- Charge alaire : 470 kg/m2
- Rapport poids-poussée : 

  - Avec le turboréacteur uniquement : 0,57
  - Avec le turboréacteur et le statoréacteur : 0,95

Armement

- Roquettes : 36 roquettes de 70 mm FFAR « Mighty Mouse »
- Missiles : Six missiles air-air GAR-1/GAR-3 AIM-4 Falcon ou quatre GAR-1/GAR-3 AIM-4 Falcon et deux missiles air-air à ogive nucléaire.

Avionique

- Radar Doppler pulsé Hughes AN/ASG-18

### Magazines
- (en) Dennis R. Jenkins, « Titanium Titan : The Story of the XF-103 », Airpower,‎ janvier 2004.